# Bernitt
Bernitt település Németországban, Mecklenburg-Elő-Pomeránia tartományban. Lakosainak száma 1640 fő (2023. december 31.).

## Népesség
A település népességének változása:
| Lakosok száma | 1568 | 1582 | 1587 | 1619 | 1640 |
|               | 2017 | 2019 | 2021 | 2022 | 2023 |